# 剃刀の刃 (1946年の映画)
『剃刀の刃』（かみそりのは、原題・英語: The Razor's Edge）は、1946年に製作・公開されたアメリカ合衆国の映画である。サマセット・モームの同題名の小説（邦題は『剃刀の刃』『かみそりの刃』）をもとにエドマンド・グールディングが監督、タイロン・パワーとジーン・ティアニー、ジョン・ペインらが出演した。

## あらすじ

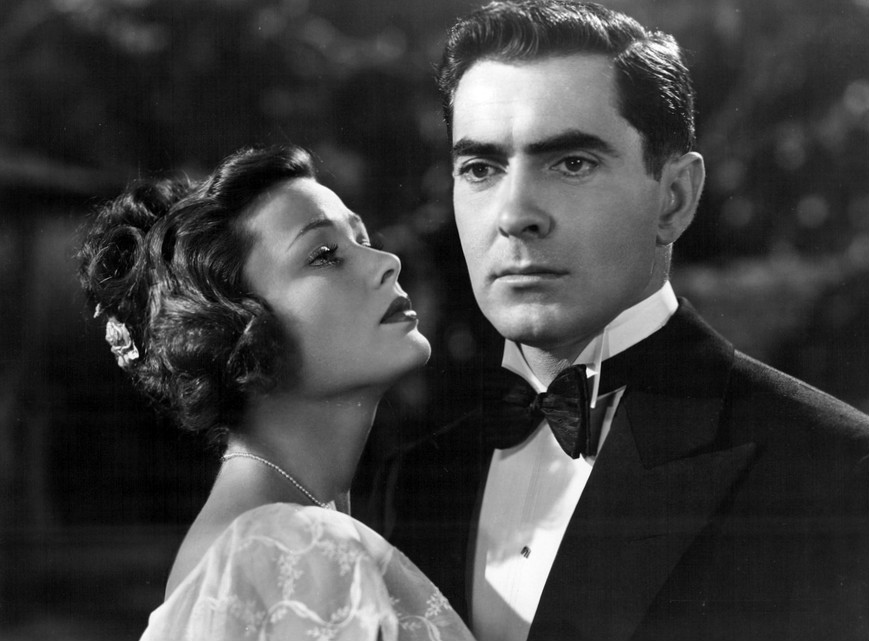
ティアニー（左）とパワー（右）

第一次大戦終結後、元パイロットのラリーは、就職にも、恋人のイザベルとの結婚にも関心を持てなかった。
ラリーが気休めにパリへ行って暇を持て余していたところへ、イザベルが伯父のエリオット・テンプルトンを頼り母を連れてやってくる。
ここにきてラリーは結婚すれば悩みが解決すると思い、彼女に申し出る。ところが、定職についていないことを理由にイザベルは婚約を解消、ラリーの友人であるグレイに乗り換えるため帰国してしまう。
その後、労働が悩みを解消すると考えたラリーは北フランスの炭鉱夫となり、元僧侶という経歴を持つコスティと親しくなり、コスティの勧めでインドのヒマラヤで修行生活を送る。
それから10年の間、イザベルは2児の母となるも、グレイが大恐慌で全財産を失ってしまったため、家族を連れて渡仏し、テンプルトンの元へ身を寄せる。
ラリーやサマセット・モームと再会した彼女たちは、下町のキャバレーに行き、彼女の親友ソフィとも再会する。
家族の死によって落ちぶれたことを知ったラリーは結婚というかたちで彼女を救いたいと望む一方、イザベルは彼への愛から嫉妬心をたぎらせ、禁酒中のソフィに酒を勧める。
その後、ソフィは失踪し、何者かによって殺された。
さらにその後、テンプルトンも亡くなり、ラリーは彼の葬儀の席で帰国することをイザベラに告げる。イザベルはグレイと離婚してでも結婚したいと答えるが、ソフィの死を理由に拒絶される。

## キャスト
- ラリー・ダレル：タイロン・パワー（吹替：山内雅人）
- イザベル・ブラッドレー：ジーン・ティアニー
- グレイ・マテュリン：ジョン・ペイン
- ソフィー・マクドナルド：アン・バクスター
- エリオット・テンプルトン：クリフトン・ウェッブ
- サマセット・モーム：ハーバート・マーシャル

## スタッフ
- 製作：ダリル・F・ザナック
- 脚本：ラマー・トロッティ
- 音楽：アルフレッド・ニューマン
- 撮影：アーサー・C・ミラー
- 編集：J・ワトソン・ウェッブ
- 美術：リチャード・デイ、ネイサン・ジュラン
- 装置：トーマス・リトル
- 衣裳：チャールズ・ルメイアー
- ジーン・ティアニーの衣裳：オレグ・カッシーニ（ティアニーの夫であった）

## 映画賞受賞・ノミネーション
- 受賞
  - アカデミー助演女優賞：アン・バクスター
  - ゴールデングローブ賞 助演女優賞：アン・バクスター
  - ゴールデングローブ賞 助演男優賞：クリフトン・ウェッブ
- ノミネーション
  - アカデミー作品賞
  - アカデミー助演男優賞：クリフトン・ウェッブ
  - アカデミー室内装置賞（白黒）：リチャード・デイ、ネイサン・ジュラン、トーマス・リトル、ポール・S・フォックス